# Ferdinando de' Medici
Ferdinando de' Medici, född 9 augusti 1663, död 31 oktober 1713, var arvprins till Toscana. Eftersom hans fader Cosimo III överlevde honom kom han aldrig att tillträda tronen. Han gifte sig 1688 med Violanta Beatrice av Bayern.